# Cyril Hilsum
Cyril Hilsum, né le 17 mai 1925, est un physicien et universitaire britannique.
Hilsum est élu membre de l'Académie nationale d'ingénierie des États-Unis en 1983 pour son inventivité et son leadership dans l'introduction des semi-conducteurs III-V dans la technologie électronique.

## Biographie
Hilsum entre à la Raine's Foundation School en 1936, partant en 1943 après avoir été accepté à l'University College de Londres, où il obtient son BSc. En 1945, il rejoint le Royal Naval Scientific Service, puis en 1947 le Admiralty Research Laboratory. En 1950, il est de nouveau transféré au Laboratoire de recherche en électronique des services (SERL) où il reste jusqu'en 1964 avant de partir au Royal Radar Establishment. Il remporte le prix Welker en 1978 est élu membre de la Royal Academy of Engineering, membre de la Royal Society en 1979 et membre honoraire de l'Académie nationale d'ingénierie des États-Unis. En 1983, il est nommé scientifique en chef au centre de recherche GEC Hirst. Il reçoit le prix Max Born en 1987, la médaille Faraday en 1988 et, de là jusqu'en 1990, il est président de l'Institut de physique. Dans les honneurs d'anniversaire de la reine en 1990, il est nommé Commandeur de l'Ordre de l'Empire britannique (CBE) pour "services à l'industrie électrique et électronique". En 1997, il reçoit la médaille et le prix Glazebrook de l'Institut de physique, et est le seul scientifique à détenir à la fois cette distinction et la médaille Faraday. Il est conseiller en recherche d'entreprise pour diverses entités, dont Cambridge Display Technology, la Commission européenne et Unilever. En 2007, il reçoit la Médaille royale de la Royal Society "pour ses nombreuses contributions exceptionnelles et pour continuer à utiliser ses talents prodigieux au nom de l'industrie, du gouvernement et du monde universitaire à ce jour".
Hilsum est président du conseil scientifique de Peratech et professeur invité de physique à l'UCL, ainsi que membre du conseil consultatif scientifique de la défense. Il crée également le Karen Burt Memorial Award, du nom de sa fille, qui est décerné chaque année par la Women's Engineering Society "à une femme ingénieure de haut calibre qui a récemment atteint le statut de membre à part entière et d'ingénieur agréé par l'intermédiaire de son institution professionnelle pertinente et qui a contribué à la promotion de la profession d'ingénieur ». En 2006, il est nommé membre de l'ESSCIRC et en 2007 écrit une nécrologie pour Gareth Roberts pour The Guardian et la Royal Society.

## Recherches
Alors qu'il travaille pour le ministère de la Défense, Hilsum aide à développer des applications commerciales pour l'Arséniure de gallium et est responsable de la création du premier laser à semi-conducteur du Royaume-Uni. Il est l'un des développeurs de la théorie Ridley-Watkins-Hilsum qui fournit la base théorique de la diode Gunn et ses recherches contribuent à former la base de la technologie LCD moderne. La British Liquid Crystal Society décerne chaque année une médaille Cyril Hilsum "aux candidats britanniques pour leurs contributions globales à la science et à la technologie des cristaux liquides. Le prix est décerné à des scientifiques à mi-carrière qui ont apporté des contributions notables au sujet pendant un certain nombre d'années.".

## Vie privée
Il épouse Betty Hilsum, avec qui il a deux filles, Lindsey Hilsum (en), une correspondante de Channel 4 et Karen Burt (en), une ingénieure décédée en 1997 et dont le nom est donné à un prix commémoratif de la Women's Engineering Society.

## Publications
- Semiconducting III-V Compounds (Monographs on Semiconductors), C. Hilsum, 239 pages, Publ. Elsevier (1961),  (ISBN 0-08-009499-6)
- Liquid Crystals, C. Hilsum, Cambridge Univ Press (1985),  (ISBN 0-521-30465-2)
- Device Physics (Vol 4 of Handbook on Semiconductors), C. Hilsum and T.S. Moss (Editors), 1244 pages, Publ. JAI Press (1993)  (ISBN 0-444-88813-6)
- Communications After AD2000, C. Hilsum, D.E.N. Davies, A.W. Rudge (Editors), Chapman & Hall, (1993),  (ISBN 0-412-49550-3)